# Ахтынская ГЭС
Ахтынская гидроэлектростанция — на реке Ахтычай в селе Ахты Ахтынского района Республики Дагестан.

## Общие сведения
Относится к Малым гидроэлектростанциям. Состоит из трех гидроагрегатов по 0,6 МВт; генератора мощностью 0,6 МВт, напряжением 6 кВ. Среднегодовая выработка электроэнергии от 2,5 до 3,0  млн кВт·ч. Мощность ГЭС 1,8 МВт. Строительные работы выполнило ООО "Энергострой".
Состав сооружений ГЭС:
- здание ГЭС;
- деривационный канал длиной 5,5 км;
- водосброс;
- водоприемник;
- трубопровод протяженностью до 80 м до напорного бассейна:

В здании ГЭС расположено 3 радиально-осевых гидроагрегата мощностью по 0,6 МВт, работающих при расчётном напоре 80 м. 
Собственником гидроэлектростанции является ГК «ЭкоЭнерджи» в лице АО «Самурская генерирующая компания".

## История
В 1949 году усилиями районных колхозников начали строить «Межколхозную Ахтынскую ГЭС». Они вручную проложили по горам подводящий канал длиной 6 км. В 1957 году два агрегата Ахтынской ГЭС мощностью 1,2 МВт уже производили электричество. В 1971 году, когда Ахтынский район был полностью электрифицирован, станция была законсервирована за ненадобностью. Потребности района в электроэнергии росли и в 1997 году были восстановлены подводящий канал и объекты водозабора, возвели новое здание электростанции, привезли две гидротурбины из Сызрани, а генераторы из Санкт-Петербурга, после чего запустили ГЭС. В 2001 году была запущена третья гидротурбина. В 2010 году был осуществлён текущий ремонт гидроагрегатов № 1, 2, а также капитальный ремонт гидроагрегата № 3. В 2025 году продана компанией РусГидро компании ООО «ЭкоЭнерджи», эксплуатируется её дочерней компанией АО «Самурская генерирующая компания». 